# Gräfin Donelli
Gräfin Donelli ist ein deutscher Spielfilm aus dem Jahre 1924 von G. W. Pabst mit Henny Porten in der Titelrolle.

## Handlung
Gräfin Mathilde Donelli ist frühzeitig zur Witwe geworden, ihr untreuer Gatte hat sich umgebracht. Nun befindet sie sich in materiellen Nöten. Ihr Onkel, der sehr viel ältere Graf Bergheim, zeigt Interesse an Mathilde, doch die ist viel mehr interessiert an Bergheims schmucken Sekretär Hellwig. Um Mathilde zu helfen, lässt dieser Gräfin Donelli eine größere Geldsumme zukommen. Daraufhin bezichtigt der gräfliche Onkel seinen Sekretär des Diebstahls, da er das junge Glück auseinanderbringen will.
Graf Bergheim ist bereit, auf eine Strafanzeige zu verzichten, sollte Hellwig sich ab sofort von Mathilde fernhalten. Gräfin Donelli lässt sich daraufhin zu einer Verzweiflungstat hinreißen und schießt ihn nieder. Die Ärzte können den Verwundeten retten. Gräfin Donelli heiratet nach dessen Genesung ihre große Liebe. Jahre später muss Graf Bergheim erkennen, dass er nie eine Chance bei Mathilde haben wird und gesteht ein, dass er die Unterschlagung inszeniert habe. Nun ist Hellwig endgültig rehabilitiert.

## Produktionsnotizen
Bei Pabsts zweitem Film handelt es sich um einen in seiner frühen Schaffensphase eher seltenen Ausflug in das konventionelle Melodram. Gräfin Donelli passierte am 28. August 1924 die Filmzensur und wurde am 7. November 1924 im Primus-Palast uraufgeführt. Der im Berliner Maxim-Film-Atelier gedrehte, fünfaktige Film besaß eine Länge von 2178 Metern und wurde mit Jugendverbot belegt. Am 20. März 1925 lief der Film auch in Wien an.
Bei den Dreharbeiten lernte Pabst mehrere Kollegen kennen, mit denen er in der Zukunft immer mal wieder zusammenarbeiten sollte: Henny Porten, Chefkameramann Guido Seeber sowie Regieassistent und Schnittmeister Mark Sorkin. Hermann Warm entwarf die Filmbauten.

## Kritik
Wiens Neue Freie Presse berichtete in ihrer Ausgabe vom 24. März 1925: „Ein gar nicht übler Romanfilm (…) Soignierte Regie und ein paar geradezu prachtvolle Gebirgssee- und vogelperspektivische Landschaftsansichten vereinigen sich zu einem würdigen Rahmen um ein feines Frauenbildnis, dass diesmal Gräfin Donelli heißt und Henny Porten ist. (…) Ihr Gegenspieler, Eberhard Leithoff, war erfolgreich bemüht, nicht ins Hintertreffen zu kommen. Befriedigend war es, Friedrich Kayßlers vornehm ruhiges und doch einprägsames Spiel endlich wieder einmal genießen zu können.“
In Paimann’s Filmlisten ist zu lesen: „Der Film ist im Sujet interessant gearbeitet, in seinen Konflikten auf das Rollenfach der Hauptdarstellerin zugeschnitten, schauspielerisch durchgehends gut, Henny Porten gleich wie immer. Aufmachung und Photos sind auf der Höhe. Eine saubere Durchschnittsarbeit, die durch die Beliebtheit der Hauptdarstellerin gehoben wird.“